# Melita Petri
Melita Petri, auch oft geführt als Melitta Petri, geboren als Melita Henriette Petersohn, (* 19. Januar 1891 in Riga, Russland; † 13. September 1968 in Neustadt am Rübenberge, Bundesrepublik Deutschland) war eine deutsch-baltische Schauspielerin bei Bühne und Stummfilm.

## Leben
Über Petris Herkunft und künstlerische Ausbildung ist kaum etwas bekannt. Die gebürtige Deutschbaltin begann ihre Laufbahn im heimatlichen Russland und wirkte im Alter von 19 Jahren als Sängerin und Schauspielerin am Deutschen Theater von St. Petersburg. Anschließend ging sie in die Niederlande und wirkte in der Spielzeit 1911/12 als Operettensängerin der niederländisch-deutschen Theatertruppe Het Duitsche Tooneel, die u. a. in Amsterdam, Rotterdam und Den Haag gastierte. Zu Petris frühen Erfolgen zählen ihre Mitwirkungen in Rudolf Bernauers Bummelstudenten und Leo Falls Operette Die Dollarprinzessin, aber auch in Straussens Die Fledermaus und als Diana in Offenbachs Orpheus in der Unterwelt trat sie auf. 1912 kam Melita Petri nach Deutschland. Hier übernahm sie eine Verpflichtung an das Stuttgarter Schauspielhaus. Petri blieb bis zum 1. Juni 1914 dieser Bühne — einen ihrer letzten Auftritte absolvierte sie im Frühling 1914 in Die ideale Gattin — verpflichtet, ehe sie am Vorabend des Weltkriegsausbruchs nach Berlin ging.
In der Reichshauptstadt traf sie auf Filmproduzent und Filmregisseur Heinrich Bolten-Baeckers. Er gab ihr kurz nach Kriegsbeginn einen Filmvertrag über mehrere Produktionen. Während des Ersten Weltkriegs wurde die Künstlerin als weiblicher Star der BB-Film-Fabrikation aufgebaut, und Melita Petri wirkte in einer Reihe von kostengünstig hergestellten Komödien, seltener Dramen und Melodramen, mit, beginnend mit einer Nebenrolle an der Seite des gefeierten Theaterstars Alexander Moissis in Kulissenzauber. Meist wurde sie als Tochter oder Ehefrau besetzt. Regelmäßig standen ihr die Kollegen Leo Peukert und Herbert Paulmüller zur Seite. Die drei Darsteller erwiesen sich bald als ein perfekt eingespieltes Team, sodass die Presse sekundierte: „Das übermütige Trio Herbert Paulmüller, Melitta Petri und Leo Peukert spielt so vortrefflich zusammen, daß man sich tatsächlich zu Tränen lachen muß.“ Gelegentlich, vor allem in der Spätphase des Krieges, holte auch der Filmproduzent David Oliver Petri zu sich. 
In der Spielzeit 1916/17 kehrte Melita Petri auch zum Theater zurück und nahm ein Engagement an die Meinhard-Bernauer-Bühnen an. Auch diesmal blieb sie dem Operettenfach treu. Nach nicht einmal fünf Jahren vor der Kamera und mindestens 55 Filmen entschloss sie sich 1919 zum Rückzug von der Schauspielerei und heiratete in der Folgezeit mindestens zweimal. Von der Öffentlichkeit komplett vergessen, starb Melita Petri 1968 77-jährig in der niedersächsischen Provinz.

## Filmografie
- 1915: Kulissenzauber
- 1915: Der Tyrann von Muckendorf
- 1915: Kapellmeisters Pflegekind
- 1915: Durchlaucht, der Reisende
- 1916: Der Lausbub
- 1916: Die drei Hüte
- 1916: Aus dem Buche des Lebens
- 1916: Die sieben Frechdachse
- 1916: Aus dem Buche des Lebens
- 1916: Mutters Sparkassenbuch
- 1917: Stropp
- 1917: Postkarten-Modell
- 1917: Der Vogel im Käfig
- 1917: Zickendrahts Mission
- 1917: Tenor Schmetterzeh
- 1918: Wer niemals einen Rausch gehabt
- 1918: Paulchens Millionenkuss
- 1918: Die blonden Mädels vom Lindenhof
- 1918: Resemanns Brautfahrt
- 1918: Papas Junge
- 1918: Zwanzig Minuten Aufenthalt
- 1918: Ein unheimlicher Nachtbesuch
- 1918: Der müde Theodor
- 1919: König Krause
- 1919: Mein Leopold
- 1919: Unsere Schwiegertochter